# Bella Thorne
Annabella Avery Thorne (Pembroke Pines, Florida el 8 d'octubre del 1997) més coneguda pel seu nom artístic Bella Thorne és una actriu, ballarina, cantant i model estatunidenca. Es va donar a conèixer pels seus papers com a Margaux Darling en la sèrie Dirty Sexy Money (2007-2008) i com a Ruthy Spivey en la sèrie dramàtica My Own Worst Enemy (2009), i va guanyar un Premi a Artista Jove pel segon.
Thorne va guanyar notorietat amb el seu paper com a CeCe Jones a la sèrie Shake It Up del Disney Channel (2010–2013), per la qual va rebre diversos premis i nominacions, guanyant un Premi Imagen. Des de llavors, Thorne ha aparegut en nombroses pel·lícules, com Junts i barrejats (2014), Alvin and the Chipmunks: The Road Chi] (2015), o la sèrie de pel·lícules The Babysitter (2017–2020). Va ser elogiada pels seus papers a The DUFF (2015), Amityville: The Awakening (2017), i Infamous (2020). Thorne també protagonitzava la sèrie dramàtica Famous in Love (2017–2018), per la qual va ser nominada als premis Teen Choice.
A part d'actuar, ha fet incursions en la música; va publicar el seu senzill de debut, Watch Me, el 2011, que va arribar a la posició 86 del Billboard Hot 100 als Estats Units. Va publicar un EP anomenat Made in Japan el 2012, l'EP Jersey el 2014, i l'àlbum d'estudi What Do You See Now? el 2020. També va debutar com a directora el 2019, dirigint la pel·lícula pornogràfica Her & Him, que va rebre bones crítiques.

## Primers anys
És la més jove de quatre germans, els altres són Kaili, Dani, i Remy, que també són actors i models. El seu pare era d'ascendència cubana, i també té ascendència italiana, alemanya, anglesa, gal·lesa, i irlandesa. El seu pare va morir d'accident de trànsit l'abril de 2007. Ha explicat que va créixer amb una mare soltera que havia de criar quatre fills, que eren molt pobres, i que va començar a treballar com a actriu infantil per ajudar la seva família. El setembre de 2017, va revelar que havia viscut en un suburbi, que la seva llengua materna era el castellà, i que havia patit assetjament escolar quan era més petita perquè era dislèxica. Li van diagnosticar dislèxia a primer de primària. Després de patir l'assetjament en una escola pública, va estudiar des de casa. Va millorar el seu aprenentatge anant a un centre especialitzat (Sylvan Learning) i va començar a llegir i escriure amb un nivell avançat per la seva edat. L'abril de 2010, va dir que havia superat la dislèxia llegint rigorosament tot el que trobava, fins i tot les caixes dels cereals. El gener de 2018 va revelar que havia patit abús sexual infantil des que era petita fins als 14 anys. No va identificar qui ho havia fet.

## Carrera

### Model
Va començar amb tan sols sis setmanes d'edat sortint a la revista Parents. Ha aparegut en més de 30 anuncis, com el de Neutrogena i Texas Instruments. Ha fet campanyes per Guess Jeans, Tommy Hilfiger, J.Lo Girls, Candie's, Ralph Lauren, Gap i Diesel. Ha sortit a la portada de les revistes estatunidenques Shape, Seventeen, Teen Vogue, Latina i Gay Times, les britàniques Company; Marie Claire i CosmoGirl d'Indonèsia; Elle del Canadà i Glamour i GQ de Mèxic. Ha aparegut en els vídeos musicals "Bedroom Floor" de Liam Payne, "Trust Me" de Bhad Bhabie i "Outta My Head" de Logan Paul.

### 2003–2009: primeres feines i papers a la televisió
La primera aparició de Thorne en una pel·lícula va ser com a extra en la pel·lícula de 2003 Stuck on You. Des de llavors ha aparegut en projectes de cinema i televisió com Entourage i The O.C. en el paper de Taylor Townsend jove. El 2007, va començar a fer un paper secundari a la segona temporada de Dirty Sexy Money, en el que va ser el seu primer paper reconegut a la televisió. Feia de Margaux Darling.
El 2008, Thorne va fer de protagonista amb Christian Slater i Taylor Lautner en la sèrie dramàtica My Own Worst Enemy, que va durar poc temps, però li va fer guanyar un Young Artist Award per la seva caracterització com a Ruthy Spivey; Thorne va descriure la seva selecció per a Enemy com un gran èxit perquè representava el seu primer paper constant de la seva carrera. Aquell mateix any, va tenir un paper important en l'avantpenúltim episodi d'October Road com a Angela Ferilli, l'amor pre-adolescent dels personatges principals. El seu germà gran Remy també va fer d'estrella convidada en el mateix capítol fent d'Eddie Latekka més jove. El 2009, va protagonitzar la sèrie web Little Monk, amb els personatges de la sèrie Monk, fent de Wendy, una companya de classe de Monk. Els episodis web només es poden veure al DVD "Best of Monk". També el 2009, va fer el paper d'antagonista venjadora en la pel·lícula de por Forget Me Not. Thorne va fer un paper secundari en el drama familiar Raspberry Magic, que es va estrenar al Cinequest Film Festival i al San Francisco International Asian American Film Festival el 2010.

### 2010–2013: èxit amb Disney i música
El 2010, Thorne va substituir Jolean Wejbe com a Tancy "Teenie" Henrickson, la filla petita de Bill i Barb a la quarta temporada de la sèrie d'HBO Big Love. Thorne va ser la coprotagonista de la sitcom del Disney Channel Shake It Up, que al principi es titulava Dance, Dance Chicago. Thorne feia de CeCe Jones, una ballarina amb grans ambicions per fer una carrera als escenaris malgrat tenir dislèxia. La sèrie és una comèdia d'amistat centrada en un programa juvenil de dansa (en un format de cine dins del cine) que té com a coprotagonistes Thorne i Zendaya. La producció va començar a Hollywood, Califòrnia, el juliol de 2010 i es va estrenar el 7 de novembre del mateix any al Disney Channel. Encara que havia fet força treballs a la televisió i al cine, Thorne no tenia cap experiència com a ballarina professional abans de ser seleccionada. Després de signar el contracte l'octubre de 2009, va començar a fer tres classes de ball cada nit.
El primer single de Thorne, Watch Me es va publicar el 21 de juny, arribant a la posició 86 de les llistes Billboard Hot 100 estatunidenques, 9 a les llistes Top Heatseekers i aconseguint el disc d'or de la RIAA. A finals d'any, va editar el senzill "Bubblegum Boy" amb la seva amiga Pia Mia.
El 29 de setembre de 2011, el Disney Channel va anunciar que havia encarregat augmentar el nombre d'episodis de la segona temporada de Shake It Up a 26. El capítol final de la segona temporada, un especial de 90 minuts anomenat Made In Japan es va emetre el 17 d'agost de 2012.
El 4 de juny de 2012, el Disney Channel va anunciar que Shake It Up havia renovat per una tercera temporada. El 2012, Thorne va fer el paper d'Avalon Greene en la pel·lícula del Disney Channel Frenemies. TTYLXOX es va publicar el 6 de març, arribant a la posició 97 a les llistes Billboard Hot 100 estatunidenques. El 30 de març de 2013, Hollywood Records va confirmar via Twitter que Thorne havia fitxat oficialment per al segell discogràfic. El 25 de juliol de 2013, el Disney Channel va confirmar que Shake It Up s'acabaria al final de la tercera temporada. El 23 d'abril de 2013, Thorne va anunciar el seu primer disc, amb onze cançons. Thorne va parlar sobre el disc, explicant "El que poden esperar els fans és que sigui molt diferent de qualsevol altre perquè no vull ser una d'aquestes artistes on pots fer: 'Ah sí, els conec d'aquella cançó.' Totes les meves cançons són molt diferents entre elles. Així que no vull ser coneguda només per un gènere." Thorne va citar Britney Spears, Kesha, i Destiny's Child com a influències per al disc.

### 2014–2017: feina per al gran públic iJersey

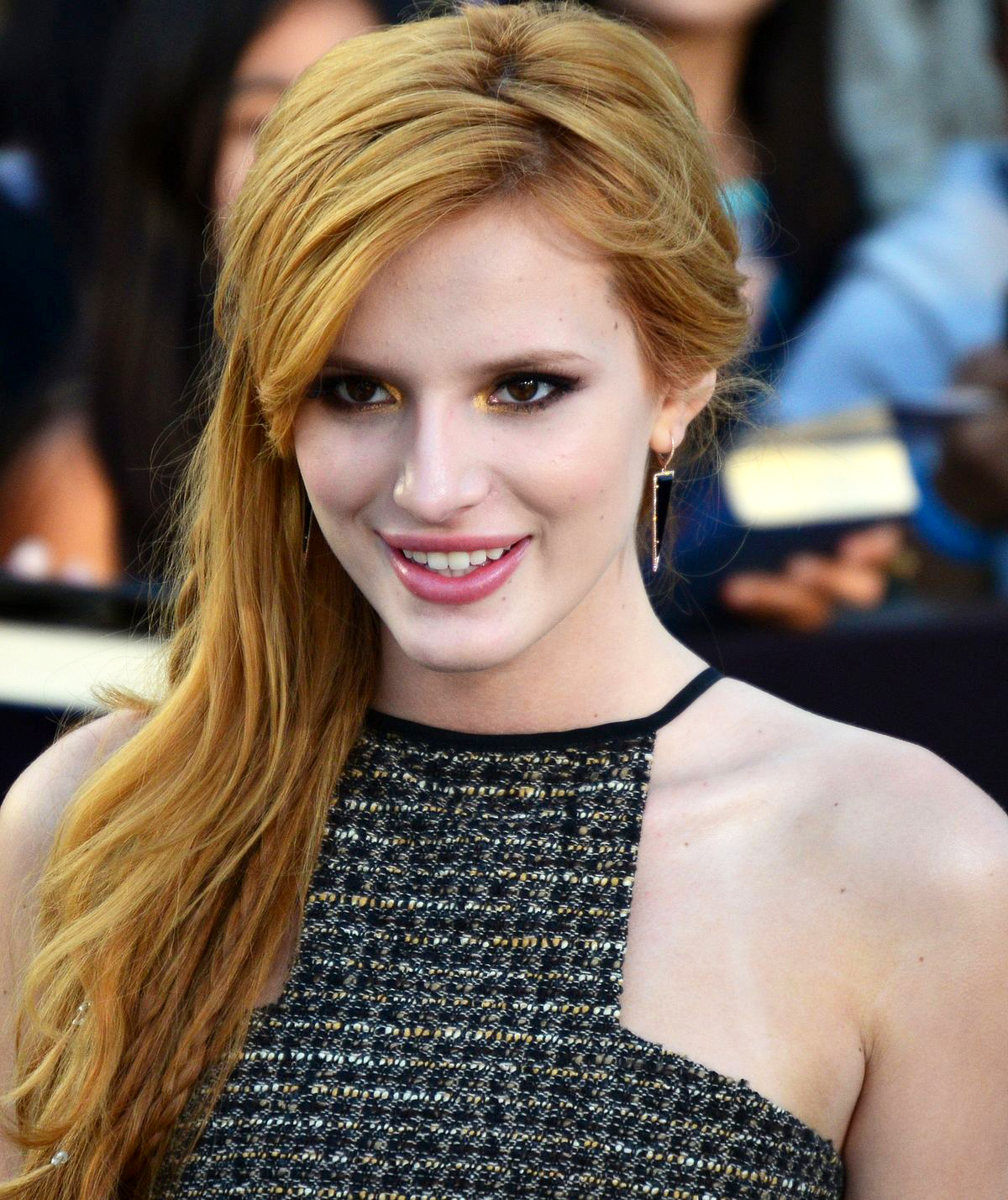
Thorne l'abril de 2014

El 2014, Thorne va ser coprotagonista de la comèdia Junts i barrejats (Blended), fent de filla del personatge d'Adam Sandler. També va ser coprotagonista de les pel·lícules Alexander and the Terrible, Horrible, No Good, Very Bad Day (2014) i The DUFF (2015), interpretant antagonistes d'institut. El 30 de juliol, Thorne va ser seleccionada per un episodi de la quinzena temporada de CSI: Crime Scene Investigation. L'episodi, "The Book of Shadows", es va emetre el 19 d'octubre de 2014. Thorne va aparèixer en la continuació de Mostly Ghostly (2008), titulada Mostly Ghostly: Have You Met My Ghoulfriend (2014) com a Cammy Cahill. El 15 d'octubre, Thorne va revelar que el seu àlbum de debut s'havia cancel·lat, dient que no estava contenta amb la música dolenta "auto-tunejada" que estava preparant. Va publicar un EP, Jersey, el 17 de novembre. El senzill principal de l'EP, "Call It Whatever", va debutar a la llista Hot Dance Club Songs de Billboard al número quaranta-set, arribant a pujar fins al número deu, estant-se un total de deu setmanes en llista.
Es va anunciar que Thorne havia signat un nou contracte per escriure una sèrie de llibres, començant amb la seva primera novel·la, Autumn Falls. També va signar per ser una de les protagonistes del thriller Big Sky, en el paper de Hazel. El 12 de desembre, Thorne va ser seleccionada per la sèrie de MTV Scream que és una adaptació televisiva de la sèrie de pel·lícules de sang i fetge Scream. Li van oferir el paper protagonista de la sèrie, però va pensar que el paper de la "malvada, terrible Nina" seria més icònic. El 2015, Thorne va participar el en doblatge estatunidenc de la pel·lícula The Frog Kingdom, fent el paper de la Princesa Granota. La pel·lícula es va publicar a partir del 30 de juny de 2015 per vídeo sota demanda i DVD. L'1 de juny de 2015, es va anunciar que Thorne treballaria en la pel·lícula Shovel Buddies d'AwesomenessTV, en el paper de Kate. La pel·lícula es va publicar per iTunes l'11 d'octubre de 2016. També va fer el paper de Jamie, una adolescent desil·lusionada que amaga intensament un secret personal, en la pel·lícula Keep Watching. El mateix 2015, va aparèixer com a Ashley, una cantant jove i famosa a Alvin and the Chipmunks: The Road Chip.
El 2016, Thorne va fer el paper de Rain a Boo! A Madea Halloween de Tyler Perry. El 2017, Thorne va tornar a la televisió amb una sèrie dramàtica Famous in Love, que s'emetia pel canal Freeform, on feia el paper de Paige Townsen, una estudiant universitària normal que aconseguia un gran èxit després de presentar-se per al paper de protagonista en una gran producció de Hollywood. El març de 2017, Thorne va incorporar-se a la producció del llargmetratge de comèdia negra, Assassination Nation, que es va estrenar als cines el 21 de setembre de 2018. El mateix any, Thorne va protagonitzar la pel·lícula original de Netflix, You Get Me i va aparèixer al senzill de Prince Fox "Just Call". L'octubre d'aquell any, Thorne va sortir a la comèdia slasher The Babysitter, dirigida per McG i estrenada directament a Netflix. Va recupera aquest paper en la continuació The Babysitter: Killer Queen.

### 2018–actualitat: retorn a la música i obra actual

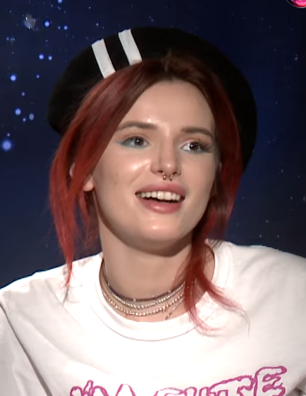
Thorne el 2018

Thorne va protagonitzar el drama romàntic Midnight Sun, basat en la pel·lícula japonesa del mateix nom de 2006, que es va estrenar el 23 de març de 2018. També va contribuir cinc cançons a la banda sonora, entre les quals hi havia el senzill principal "Burn So Bright". El mes següent, durant el festival Coachella, va anunciar el llançament de la seva pròpia discogràfica anomenada Filthy Fangs. L'agost de 2018, es va revelar que la seva discogràfica té una aliança amb Epic/Sony i va començar a treballar en el seu àlbum de debut titulat What Do You See Now?. El maig de 2018, va anunciar la publicació de dues cançons anomenades "GOAT" i "Bitch I’m Bella Thorne".
El maig de 2019, es va anunciar que Thorne participava en la pel·lícula de terror i ciència-ficció The Friendship Game. L'agost de 2019, Pornhub va anunciar que Thorne debutaria com a directora a la seva xarxa. La pel·lícula, Her & Him, es va veure al Festival de Cinema d'Oldenburg entre els dies 11 i 20 de setembre de 2019. El novembre de 2019, Thorne va guanyar un premi Vision Award als segons premis anuals Pornhub, a Los Angeles, per Her & Him. En el seu discurs d'acceptació, Thorne va anunciar que s'havia associat amb Pornhub per a implementar un canvi en l'algorisme que utilitza l'empresa per detectar continguts.
El 2020, Thorne va aparèixer com a Swan a la tercera temporada de The Masked Singer. A la segona aparició va ser eliminada. També va protagonitzar amb Jake Manley el thriller d'atracaments Infamous que es va estrenar el 12 de juny de 2020. Va ser elogiada per la seva actuació; per exemple, el crític Nick Allen va dir que tenia "la clàssicament gran presència d'algú com la Sandra Bullock, però amb un punt personal estripat... Thorne domina moltes escenes que catapulten el seu personatge d'aspirant a famosa influencer a superestrella de les selfies amb pistola."
L'agost de 2020, Thorne es va incorporar a OnlyFans i es va convertir en la primera persona que guanyava 1 milió de dòlars en les primeres 24 hores d'incorporar-se a la plataforma. Va guanyar 2 milions de dòlars en menys d'una setmana. Les seves activitats a OnlyFans van provocar polèmica quan va oferir fotografies a 200 dòlars que deia que eren "despullada", però de fet hi portava llenceria, provocant una allau de peticions de devolució i noves restriccions que limitaven la quantitat que els treballadors sexuals de la plataforma podien cobrar i van reduir els pagaments als creadors perquè fossin mensuals en comptes de setmanals. No obstant, OnlyFans va negar que els canvis estiguessin relacionats amb Thorne. Thorne va dir que havia creat un compte per preparar-se per un paper en una pel·lícula propera amb Sean Baker, cosa que Baker va negar. També va anunciar que els diners que recaptés amb aquella pàgina s'utilitzarien per finançar la seva empresa productora i es distribuirien a causes caritatives dignes. El novembre de 2020, va publicar "Lonely" i el vídeo musical corresponent. El següent projecte de Thorne està previst que sigui protagonitzar i fer de productora executiva a Habit dirigida per Janell Shirtcliff, Chick Fight dirigida per Paul Leyden, i Leave Not One Alive amb Melissa Leo, dirigida per Jordan Galland.

## Vida privada
Va començar a sortir amb Tristan Klier, quan era estudiant, el novembre de 2011. Van deixar-se al cap de gairebé tres anys, el 2014. Thorne va sortir amb l'actor anglès Gregg Sulkin entre 2015 i l'agost de 2016. Poc després de deixar-se, va sortir de l'armari com a bisexual. Després va sortir durant alguns mesos de 2016 amb l'actor Tyler Posey. Després va començar una relació poliamorosa amb el músic Mod Sun i la personalitat mediàtica Tana Mongeau, sortint amb la segona entre setembre de 2017 i febrer de 2019, i amb en Mod Sun fins a l'abril de 2019. Des d'abril de 2019, té una relació amb el cantant italià Benjamin Mascolo. El juliol de 2019, es va autoidentificar com a pansexual.
El juny 2019, uns hackers van robar-li fotos despullada, i li van fer xantatge; en comptes de cedir, va publicar ella mateixa les fotografies. Cap a finals de 2019, va parlar del problema dels deepfakes pornogràfics.
Thorne dona suport a la Humane Society, la Fundació per la Fibrosi Quística, i l'organització Nomad, que proporciona educació, menjar i subministraments mèdics a nens de l'Àfrica. També es va afegir a les campanyes de PETA per boicotar i protestar contra SeaWorld, reconeixent que de petita havia sortit en un anunci per al parc.

## Filmografia bàsica
- Stuck on You (2003)
- Finishing the Game (2007)
- Blind Ambition (2007)
- The Seer (2007)
- Forget Me Not (2009)
- One Wish (2010)
- Raspberry Magic (2010)
- Katy Perry: Part of Me (2012)
- Futbolín (2013)
- The Frog Kingdom (2013)

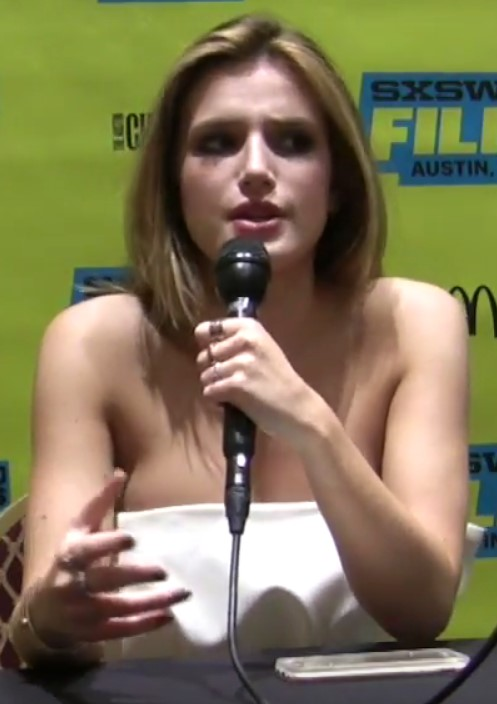
Thorne a South by Southwest el 2016

- Junts i barrejats (Blended) (2014)
- Mostly Ghostly: Have You Met My Ghoulfriend? (2014)
- Alexander and the Terrible, Horrible, No Good, Very Bad Day (2014)
- The Snow Queen 2: The Snow King (2014)
- The DUFF (2015)
- Big Sky (2015)
- Alvin and the Chipmunks: The Road Chip (2015)
- Shovel Buddies (2016)
- Ratchet & Clank (2016)
- Boo! A Madea Halloween (2016)
- Keep Watching (2016)
- You Get Me (2017)
- Amityville: The Awakening (2017)
- The Babysitter (2017)
- Assassination Nation (2018)[102]
- Midnight Sun (2018)
- The Death and Life of John F. Donovan (2018)
- I Still See You (2018)
- Her & Him (2019)
- Infamous (2020)
- The Babysitter: Killer Queen (2020)
- Girl (2020)
- Chick Fight (2020)
- Masquerade (2021)

## Actuacions teatrals
| Any          | Títol               | Paper | Companyia / Teatre                                  | Notes/Refs      |
| ------------ | ------------------- | ----- | --------------------------------------------------- | --------------- |
| 12 març 2015 | Alice in Wonderland | Alice | New York Spring Spectacular / Radio City Music Hall | [ 103 ] [ 104 ] |

## Llibres publicats
Poesia:
- The Life of a Wannabe Mogul: Mental Disarray (Rare Bird Books, 2019) ISBN 978-1644280560[105]

Novel·les Autumn Falls:
- Autumn Falls (Delacorte Press, 2014) ISBN 978-0385744331[106]
- Autumn's Kiss (Delacorte Press, 2015) ISBN 978-0385744355[107]
- Autumn's Wish (Delacorte Press, 2016) ISBN 978-0385744379[108]

## Discografia

### Àlbums d'estudi
- What Do You See Now? (2020)

### Extended plays
- Made in Japan (2012)
- Jersey (2014)

## Premis i nominacions
| Any  | Premi                     | Categoria                                                                                          | Obra                                                 | Resultat  | Ref.            |
| ---- | ------------------------- | -------------------------------------------------------------------------------------------------- | ---------------------------------------------------- | --------- | --------------- |
| 2008 | Young Artist Awards       | Millor actuació en una sèrie de televisió – Actriu jove convidada                                  | The O.C.                                             | Nominat   | [ 109 ]         |
| 2009 | Young Artist Awards       | Millor actuació en una sèrie de televisió – Actriu jove convidada                                  | October Road                                         | Nominat   | [ 110 ]         |
| 2009 | Young Artist Awards       | Millor actuació en una sèrie de televisió (Comèdia o Drama) – Actriu jove secundària               | My Own Worst Enemy                                   | Guanyador | [ 110 ]         |
| 2010 | Young Artist Awards       | Millor actuació en una sèrie de televisió – Actriu jove convidada                                  | Mental                                               | Nominat   | [ 111 ]         |
| 2011 | Young Artist Awards       | Millor actuació en una sèrie de televisió (Comèdia o Drama) – Actriu jove protagonista             | Shake It Up                                          | Guanyador | [ 112 ]         |
| 2011 | Young Artist Awards       | Conjunt excel·lent de joves (compartit amb el repartiment)                                         | Shake It Up                                          | Nominat   | [ 112 ]         |
| 2011 | Young Artist Awards       | Millor Actuació en una Sèrie de TV – Actriu Jove Protagonista Convidada 11–15                      | Wizards of Waverly Place                             | Nominat   | [ 112 ]         |
| 2011 | Young Artist Awards       | Millor Actuació en una Sèrie de TV – Actriu Jove Secundària 11–16                                  | Big Love                                             | Nominat   | [ 112 ]         |
| 2011 | Imagen Awards             | Millor Actriu Jove – Televisió                                                                     | Shake It Up                                          | Nominat   | [ 113 ]         |
| 2012 | Young Artist Awards       | Millor Actuació en una Sèrie de TV – Actriu Jove Principal                                         | Shake It Up                                          | Nominat   | [ 114 ]         |
| 2012 | Young Artist Awards       | Conjunt excel·lent de joves (compartit amb el repartiment)                                         | Shake It Up                                          | Nominat   | [ 114 ]         |
| 2012 | Imagen Awards             | Millor Actriu Jove – Televisió                                                                     | Shake It Up                                          | Guanyador | [ 115 ]         |
| 2012 | ALMA Awards               | Actriu de TV Favorita – Comèdia                                                                    | Shake It Up                                          | Nominat   | [ 116 ]         |
| 2013 | Young Artist Awards       | Millor Actuació en una Pel·lícula, minisèrie, especial o pilot per a la TV – Actriu Jove Principal | Frenemies                                            | Guanyador | [ 117 ]         |
| 2013 | Young Hollywood Awards    | Algú a Tenir Present                                                                               | Ella Mateixa                                         | Guanyador |                 |
| 2014 | Young Hollywood Awards    | You're So Fancy                                                                                    | Ella mateixa                                         | Guanyador | [ 118 ]         |
| 2014 | Young Hollywood Awards    | Millor Superestrella en Xarxes Socials                                                             | Ella mateixa                                         | Nominat   | [ 118 ]         |
| 2014 | Teen Choice Awards        | Noia Choice Bombó                                                                                  | Ella mateixa                                         | Nominat   | [ 119 ]         |
| 2015 | Shorty Awards             | Actriu                                                                                             | Ella mateixa                                         | Guanyador | [ 120 ]         |
| 2015 | Teen Choice Awards        | Dolenta Choice de Pel·lícula                                                                       | The DUFF                                             | Guanyador | [ 121 ]         |
| 2015 | Teen Choice Awards        | Choice TV: Lladre d'escenes                                                                        | Scream                                               | Nominat   | [ 121 ]         |
| 2017 | Teen Choice Awards        | Actriu Choice en Pel·lícula Dramàtica de TV                                                        | Famous in Love                                       | Nominat   | [ 122 ]         |
| 2017 | Teen Choice Awards        | Actriu Choice de Pel·lícula d'Estiu                                                                | Amityville: The Awakening                            | Nominat   | [ 123 ]         |
| 2018 | Teen Choice Awards        | Actriu Choice de Televisió: drama                                                                  | Famous in Love                                       | Nominat   | [ 124 ] [ 125 ] |
| 2018 | Teen Choice Awards        | Actriu Choice en Pel·lícula Dramàtica                                                              | Midnight Sun                                         | Nominat   | [ 124 ]         |
| 2018 | Teen Choice Awards        | Relació Choice de Pel·lícula                                                                       | Bella Thorne & Patrick Schwarzenegger – Midnight Sun | Nominat   | [ 124 ]         |
| 2019 | 2ns Premis Pornhub        | Premi Visionari                                                                                    | Her & Him                                            | Guanyador | [ 126 ]         |
| 2019 | German Independence Award | Millor Curt                                                                                        | Her & Him                                            | Nominat   |                 |
| 2020 | 37ens Premis AVN          | Millor Guió Dramàtic                                                                               | Her & Him                                            | Nominat   | [ 127 ]         |
| 2020 | 37ens Premis AVN          | Millor migmetratge                                                                                 | Her & Him                                            | Nominat   | [ 127 ]         |
| 2020 | Premis XBIZ               | Millor Direcció Artística                                                                          | Her & Him                                            | Nominat   |                 |